# Caratê nos Jogos Pan-Americanos de 2015 - Mais de 68 kg feminino
A categoria +68 kg feminino foi uma das disputas do caratê nos Jogos Pan-Americanos de 2015 em Toronto. Foi realizada no Centro Esportivo Mississauga, em Mississauga  no dia 25 de julho.

## Calendário
Horário local (UTC-4).
| Data        | Horário | Fase          |
| ----------- | ------- | ------------- |
| 25 de julho | 15:05   | Primeira fase |
| 25 de julho | 20:33   | Semifinal     |
| 25 de julho | 21:27   | Final         |

## Medalhistas
| Ouro   | ECU Valeria Echever                         |
| Prata  | CAN Camélie Boisvenue                       |
| Bronze | VEN Yeisy Pina Ordaz BRA Isabela dos Santos |

## Resultados

### Grupo 1
| Atleta             | Nacionalidade            | J | V | E | D | Pontos | Pontos | Pontos |
| Atleta             | Nacionalidade            | J | V | E | D | PF     | PC     | Dif    |
| ------------------ | ------------------------ | - | - | - | - | ------ | ------ | ------ |
| Camélie Boisvenue  | CAN Canadá               | 3 | 2 | 1 | 0 | 13     | 6      | +7     |
| Isabela dos Santos | BRA Brasil               | 3 | 2 | 0 | 1 | 8      | 4      | +4     |
| Karina Pérez       | DOM República Dominicana | 3 | 1 | 0 | 2 | 7      | 16     | -9     |
| Cirelys Martinez   | CUB Cuba                 | 3 | 0 | 1 | 2 | 8      | 10     | -2     |

|                       | Resultados |                        |
| --------------------- | ---------- | ---------------------- |
| CAN Camélie Boisvenue | 4–4        | CUB Cirelys Martinez   |
| DOM Karina Pérez      | 0–7        | BRA Isabela dos Santos |
| CAN Camélie Boisvenue | 5–2        | DOM Karina Pérez       |
| CUB Cirelys Martinez  | 0–1        | BRA Isabela dos Santos |
| CAN Camélie Boisvenue | 4–0        | BRA Isabela dos Santos |
| CUB Cirelys Martinez  | 4–5        | DOM Karina Pérez       |

### Grupo 2
| Atleta            | Nacionalidade | J | V | E | D | Pontos | Pontos | Pontos |
| Atleta            | Nacionalidade | J | V | E | D | PF     | PC     | Dif    |
| ----------------- | ------------- | - | - | - | - | ------ | ------ | ------ |
| Valeria Echever   | ECU Equador   | 3 | 3 | 0 | 0 | 15     | 3      | +12    |
| Yeisy Pina Ordaz  | VEN Venezuela | 3 | 2 | 0 | 1 | 9      | 4      | +5     |
| Guadalupe Quintal | MEX México    | 3 | 1 | 0 | 2 | 7      | 12     | -5     |
| Veronica Lugo     | ARG Argentina | 3 | 0 | 0 | 3 | 1      | 13     | -12    |

|                       | Resultados |                      |
| --------------------- | ---------- | -------------------- |
| MEX Guadalupe Quintal | 0–4        | VEN Yeisy Pina Ordaz |
| ARG Veronica Lugo     | 1–3        | ECU Valeria Echever  |
| MEX Guadalupe Quintal | 7–0        | ARG Veronica Lugo    |
| VEN Yeisy Pina Ordaz  | 2–4        | ECU Valeria Echever  |
| MEX Guadalupe Quintal | 0–8        | ECU Valeria Echever  |
| VEN Yeisy Pina Ordaz  | 3–0        | ARG Veronica Lugo    |

### Final
|  | Semifinal              | Semifinal           |   |  | Final                 | Final |  |
|  |                        |                     |   |  |                       |       |  |
|  |                        |                     |   |  |                       |       |  |
|  | CAN Camélie Boisvenue  | 1                   |   |  |                       |       |  |
|  | VEN Yeisy Pina Ordaz   | 1                   |   |  |                       |       |  |
|  |                        |                     |   |  |                       |       |  |
|  |                        |                     |   |  |                       |       |  |
|  |                        |                     |   |  | CAN Camélie Boisvenue | 2     |  |
|  |                        | ECU Valeria Echever | 3 |  |                       |       |  |
|  |                        |                     |   |  |                       |       |  |
|  |                        |                     |   |  |                       |       |  |
|  |                        |                     |   |  |                       |       |  |
|  |                        |                     |   |  |                       |       |  |
|  | BRA Isabela dos Santos | 1                   |   |  |                       |       |  |
|  | ECU Valeria Echever    | 5                   |   |  |                       |       |  |